# Expitetzintla
Expitetzintla är en ort i Mexiko.   Den ligger i kommunen Ahuacuotzingo och delstaten Guerrero, i den sydöstra delen av landet, 190 km söder om huvudstaden Mexico City. Expitetzintla ligger 1 589 meter över havet och antalet invånare är 161.
Terrängen runt Expitetzintla är kuperad. Runt Expitetzintla är det glesbefolkat, med 18 invånare per kvadratkilometer. Närmaste större samhälle är Olinalá, 7,8 km nordost om Expitetzintla. I omgivningarna runt Expitetzintla växer huvudsakligen savannskog.